# Musa ibn 'Uqba
Musa ibn 'Uqba al-Asadī, Abū Muḥammad (in arabo ﻣﻮﺳﻲ ﺑﻦ ﻋﻘﺒـة‎?; Medina, dopo il 675 – Medina, 758), è stato uno storico arabo.
Mūsā ibn ʿUqba, storico e tradizionista arabo, fu un esperto di maghāzī, le spedizioni militari cioè cui partecipò personalmente il Profeta dell'Islam Maometto.
Fu un mawlā di al-Zubayr ibn al-ʿAwwām e allievo di al-Zuhri.
Compose un Kitāb al-maghāzī (Libro sulle maghāzī) che tuttavia non è giunto fino a noi e che viene però citato da altri storici a lui posteriori, come al-Wāqidī, Ṭabarī e Ibn Kathīr.